# Empoascanara mai
Empoascanara mai är en insektsart som beskrevs av Irena Dworakowska 1992. Empoascanara mai ingår i släktet Empoascanara och familjen dvärgstritar. Inga underarter finns listade i Catalogue of Life.